# Dikkopje (vis)
Het dikkopje (Pomatoschistus minutus) is een vis uit de familie van de grondels (Gobiidae) die in Europese kustwateren voorkomt, van de Oostzee tot in de Middellandse Zee.

## Kenmerken
Het dikkopje is een klein visje, tussen de 6 en 10 cm lang. Meestal is het zandkleurig of bruin gekleurd. Bij de mannetjes zit er achter op de rugvin een donkere vlek met witte rand, die vooral in de paartijd goed te zien is.
Het dikkopje wordt ongeveer 2 jaar oud.

## Leefwijze
Het voedsel van het dikkopje bestaat uit kreeftachtigen en vislarven.
De paartijd is van maart tot en met juni. De eitjes worden dan afgezet op stenen en ook wel in het binnenste van schelpen. De mannetjes waken over de eitjes.
Genetisch onderzoek van het rodopsinegen toonde aan dat de verschillende populaties van dikkopjes via hun DNA aangepast zijn aan de lokale lichtomstandigheden. Zo blijken dikkopjes goed aangepast te zijn aan de hoge troebelheid van de Oostzee en de lagunes van de Middellandse Zee, en aan het meer blauwe licht in de Golf van Biskaje en langs de kusten van Spanje en Portugal. De dikkopjes van de Noordzee houden er dan weer via een combinatie van verschillende genetische varianten een aparte strategie op na om zich aan de plaatselijke onstabiele lichtomstandigheden aan te passen.